# Rougette (olive)
Pour les articles homonymes, voir Rougette (homonymie).
La dénomination de rougette s'applique à plusieurs variétés ou cultivars d'oliviers portant des fruits rougeâtres mais n'ayant aucune parenté. Ce sont des dénominations purement locales.
On pourrait y rattacher les dénominations de rouget et de roussette.

## Les rougettes ou assimilées en France

### Rougette de mitidja
- Rougette de l'Ardèche,
- Rougette de Pignan,
- Rougette du Gard

### Roussettes
- Roussette de l'Ardèche,
- Roussette du Var